# 野灯心草
野灯心草（学名：Juncus setchuensis），又稱秧草，是灯心草科灯心草属的植物。分布于中国大陆的山东、浙江、安徽、河南、江苏、广东、湖北、西藏、四川、江西、湖南、云南、福建、贵州、广西等地，生长于海拔800米至1,700米的地区，多生在溪旁、山沟边、林下荫湿地以及道旁的浅水处，目前尚未由人工引种栽培。